# Michał III Jeszu
Michał III Jeszu (ur. ?, zm. ?) – w latach 1312–1349 86. syryjsko-prawosławny Patriarcha Antiochii.